# Batalla de Laing's Nek
La batalla de Laing's Nek fue un gran enfrentamiento que se luchó en Laing's Nek durante la primera guerra bóer, el 28 de enero de 1881. Fue la segunda victoria bóer.

## Antecedentes
Tras la declaración de independencia bóer del Transvaal en 1880, los británicos sufrieron una serie de derrotas desastrosas en su intento de recuperar el territorio.
El 20 de diciembre de 1880, el teniente coronel Philip Robert Anstruther y elementos de su regimiento, el 94.º, marcharon desde Lydenburg a Pretoria; la banda del regimiento encabezaba la columna tocando la popular canción  "Kiss Me, Mother Darling" ("Bésame, madre querida").
En Bronkhorstspruit, la fuerza fue detenida por los bóeres, que cortésmente exigieron a los "soldados rojos" que retrocedieran. Anstruther se negó con la misma cortesía, momento en el que la columna fue devastada por el fuego de fusilería de la emboscada de los bóeres que la rodeaban. De los 259 integrantes de la columna, 155 oficiales y soldados resultaron muertos, al igual que algunas de las mujeres que acompañaban al regimiento.
En lugar de esperar los refuerzos, el Alto Comisionado británico para el Sudeste de África, el general de división Sir George Pomeroy Colley, reunió todas las tropas que pudo y se apresuró a avanzar, afirmando que se desplazaba para relevar a las guarniciones británicas en el Transvaal.
Colley reunió sus fuerzas en Newcastle, Natal, envió un ultimátum a los bóeres y, ante su rechazo, avanzó hacia la frontera de Transvaal.
El primer campamento británico en marcha se encontraba a unas 4 millas de Laing's Nek, una cresta en las faldas de las montañas Drakensberg que bloqueaban el camino entre Newcastle y Standerton en Natal y Transvaal respectivamente.

## La batalla
La Fuerza de Campo Británica de Natal, comandada por el General Colley, contaba con alrededor de 1.216 oficiales y hombres, incluidas 5 compañías del 58.º Regimiento, 5 compañías del 3.er Batallón, los 60.º Rifles , alrededor de 150 soldados de caballería del Escuadrón Montado, un grupo de marineros de la Marina Real con dos cañones de 7 libras y, finalmente, una unidad de hombres de la Artillería Real con cuatro cañones de 9 libras .
Los bóeres , bajo el mando del comandante general Petrus Jacobus Joubert, contaban con unos 2.000 hombres en la zona, de los cuales al menos 400 fortificaban las alturas en torno a Laing's Nek, en los montes Drakensberg. No tuvieron demasiadas dificultades para repeler la insuficiente fuerza del general Colley.
En la mañana del 28 de enero, Colley intentó abrirse paso a través del paso. La batalla comenzó alrededor de las nueve y media con un intenso bombardeo con los cuatro cañones de 9 libras y dos cañones de 7 libras de la Brigada Naval Británica que bombardearon las posiciones bóeres en Table Hill.
Diez minutos después, la principal fuerza británica, formada por el 58.º Regimiento, avanzó y tuvo dificultades para avanzar por el terreno accidentado hacia la cima. Más adelante, el escuadrón montado realizó una carga contra las posiciones bóer en el cercano Brownlow's Kop. Pero, al llegar a la cima, la caballería británica fue atacada por una línea de bóeres atrincherados en la ladera opuesta, sufriendo muchas bajas, lo que los obligó a retirarse.
A las 10:30, con la amenaza a su flanco eliminada, los bóeres se movieron para atacar al 58.º Regimiento que seguía avanzando sobre Table Hill, donde a las 11:00, al llegar a la cima, los británicos fueron atacados a tiros por bóeres ocultos en trincheras a solo 160 yardas (150 m) de distancia y sufrieron aún más bajas, incluidos los dos oficiales al mando, el mayor Hingeston y el coronel Deane, que murieron.
Mientras esto sucedía, un pequeño grupo de bóeres avanzó desde sus posiciones en las laderas más bajas de la cercana colina Majuba y se enfrentó a la Brigada Naval cerca del campamento británico en Mount Prospect. El fuego de fusilería de los británicos mantuvo a raya a los bóeres. A las 11:10, dos compañías del 3/60.º Regimiento de Fusileros habían avanzado por Table Hill para cubrir la retirada del 58.º Regimiento y, al mediodía, la batalla había terminado.

## Consecuencias
Los británicos perdieron 84 hombres, 113 heridos y 2 prisioneros durante lo que se percibió como un fracaso. La mayoría de las bajas fueron del 58.º Regimiento, con 74 muertos y 101 heridos, alrededor del 35% de su fuerza total. Entre los muertos en la batalla se encontraban muchos miembros del personal del general Colley, incluido el mayor Poole y los tenientes Dolphin, Elwes e Inman. Los bóeres informaron de sus pérdidas en 14 muertos y 27 heridos. Un mes después, el general Colley murió en la batalla de la colina de Majuba, que puso fin a la guerra, tras la cual Transvaal fue reconocido como un estado independiente.